# سالواتوره دل سول
سالواتوره دل سول (انگلیسی: Salvatore Del Sole؛ زادهٔ ۲۷ مهٔ ۱۹۸۸) بازیکن فوتبال اهل ایتالیا است.
از باشگاه‌هایی که در آن بازی کرده‌است می‌توان به باشگاه فوتبال پروجا و باشگاه فوتبال پارما اشاره کرد.